# Gli spiriti dell'isola
Gli spiriti dell'isola (The Banshees of Inisherin) è un film del 2022 scritto e diretto da Martin McDonagh.
Il film ha ricevuto nove candidature ai premi Oscar 2023 ed è stato quello che ne ha ricevute di più ai Golden Globe 2023, ben otto.

## Trama
Nella primavera del 1923, verso la fine della Guerra civile irlandese, sull'isola immaginaria di Inisherin il violinista Colm Doherty inizia improvvisamente a ignorare il suo migliore amico e compagno di bevute Pádraic Súilleabháin. Questi, ferito, chiede con insistenza una spiegazione: Colm gli spiega con molta riluttanza che non vuole sprecare più il suo tempo con una persona così noiosa e che intende dedicare gli anni che gli restano alla composizione di melodie folk per violino. Pádraic non si dà per vinto e continua ad importunare Colm, che minaccia di tagliarsi un dito della mano ogni volta che Pádraic gli rivolgerà la parola.
Nel frattempo Dominic, figlio del gardanese locale, viene duramente picchiato dal padre Pèadar, e chiede ospitalità nella casa che Pádraic condivide con sua sorella Siobhán. Il giorno dopo, Peadar si scaglia contro Pádraic e lo insulta per aver aiutato Dominic; i due uomini litigano e, dopo che Pàdraic rende pubblici gli abusi su suo figlio, Peadar lo stende con un pugno. Colm, che ha assistito alla rissa, soccorre Pádraic e lo riporta a casa, continuando tuttavia a mantenere il silenzio.
Siobhán e Dominic cercano di riappacificare Colm e Pàdraic, senza successo. Pàdraic, ubriaco, vede Colm e Peadar bere insieme, e accusa l'ex-amico di averlo tradito. La mattina dopo Pádraic tenta di scusarsi con lui, ma la conversazione va male. Poco dopo Colm si taglia l'indice sinistro e lo scaglia contro la porta di Pádraic.
La tensione tra i due ex-amici aumenta, con Pàdraic che cerca in ogni modo di allontanare i nuovi amici di Colm. Nel frattempo l'anziana vedova McCormick, ritenuta dagli isolani una banshee, avverte Pádraic che la morte arriverà presto. Dominic, intanto, racconta a Pádraic che, dopo la rissa al pub, Colm si era lasciato sfuggire di non averlo mai trovato così interessante: incoraggiato da queste parole, Pádraic racconta a Dominic i piani meschini che ha messo in atto per isolare Colm, causando però lo sconcerto di Dominic, che si allontanerà da lui. Il ragazzo tenta di corteggiare Siobhàn, ma la donna rifiuta le sue avances. Mortificato, il ragazzo scappa.
Dopo altri litigi, Colm annuncia di aver finito di comporre la sua canzone per violino, dal titolo "The Banshees of Inisherin", e sembra finalmente disposto a riprendere la loro amicizia, ma Pádraic, ubriacatosi dopo l'allontanamento di Dominic, rivela anche a lui i suoi piani. A quel punto Colm, deluso, si taglia tutte e quattro le dita rimaste sulla mano sinistra e le lancia contro la porta di Padraic.
Stufa della faida e da tempo insofferente alla vita sull'isola, Siobhán si trasferisce sulla terraferma per lavorare in una biblioteca. Devastato, Pádraic torna a casa e scopre che la sua asinella Jenny, a cui era molto affezionato, è morta soffocata dopo aver mangiato un dito di Colm. L'uomo si reca allora ad affrontare l'ex-amico, che dispiaciuto per quanto successo gli propone una tregua; amareggiato, Pádraic rifiuta e lo informa che il giorno successivo brucerà la sua casa.
Il giorno dopo Pàdraic insiste nel suo intento e brucia la casa di Colm, mentre quest'ultimo rimane tranquillo seduto dentro. Pádraic porta in salvo il cane di Colm, Sammy, ritenendolo l'unica creatura innocente in tutto il dramma. Peadar guarda Pádraic bruciare la casa, e mentre si precipita a casa di Pádraic per affrontarlo, la vedova McCormick lo intercetta e gli mostra il cadavere di Dominic, annegatosi dopo il rifiuto di Siobhàn. Tornato a casa, Pádraic scrive una lettera a sua sorella, in cui dice che Jenny sta bene e di sentirsi nuovamente felice e pieno di amici.
La mattina dopo, Pádraic riporta indietro Sammy e trova Colm, sopravvissuto all'incendio. L'ex-amico si scusa per la morte dell'asino e suggerisce che distruggere la casa ha posto fine alla loro faida; Pádraic risponde che sarebbe finita solo se Colm fosse a sua volta bruciato. Colm si chiede se sia vero che la guerra civile sta volgendo al termine; Pádraic risponde di essere sicuro che i combattimenti ricominceranno presto perché "alcune cose non si possono superare", aggiungendo che pensa che sia "una buona cosa" prima di andarsene. All'insaputa di entrambi, la vedova McCormick li osserva in silenzio dai resti della casa di Colm.

## Produzione
Le riprese sono state effettuate sulle isole irlandesi Achill Island e Inis Mór.

## Promozione
Il primo trailer del film è stato diffuso il 4 agosto 2022.

## Distribuzione
La pellicola è stata presentata in concorso alla 79ª Mostra internazionale d'arte cinematografica di Venezia il 5 settembre 2022 e distribuita nelle sale cinematografiche statunitensi a partire dal 21 ottobre dello stesso anno, mentre nelle sale italiane dal 2 febbraio 2023.

### Divieti
Negli Stati Uniti il film è stato vietato ai minori di 17 anni non accompagnati da adulti per la presenza di "linguaggio scurrile, contenuti violenti e nudità".

### Edizione italiana
Il doppiaggio italiano e la sonorizzazione sono stati eseguiti dalla Pumais Due, mentre la direzione del doppiaggio e i dialoghi sono a cura di Fiamma Izzo, con la supervisione artistica di Lavinia Fenu.

## Accoglienza

### Critica
Sull'aggregatore Rotten Tomatoes il film riceve il 96% delle recensioni professionali positive con un voto medio di 8,7 su 10 basato su 354 critiche, mentre su Metacritic ottiene un punteggio di 87 su 100 basato su 62 critiche.
La rivista Sight & Sound posiziona il film al quarto posto dei migliori del 2022. Il sito ComingSoon.net posiziona il film al nono posto tra i migliori dell'anno. La rivista Best Movie ha posizionato il film al sesto posto dei migliori del 2022.
Davide Stanzione di Best Movie assegna al film 3,7 stelle su 5 e lo descrive come "una favola dark e una commedia nera sul ridicolo e beffardo senso dell'assurdo. Con una scrittura eccezionale, in miracoloso equilibrio tra il grottesco più feroce e balordo e la ballata malinconica delle anime perse." Valentina Ariete di Movieplayer.it invece assegna alla pellicola 4,5 su 5.

## Riconoscimenti
- 2023 - Premio Oscar[1]
  - Candidatura per il miglior film
  - Candidatura per il miglior regista a Martin McDonagh
  - Candidatura per il miglior attore a Colin Farrell
  - Candidatura per il miglior attore non protagonista a Brendan Gleeson
  - Candidatura per il miglior attore non protagonista a Barry Keoghan
  - Candidatura per la miglior attrice non protagonista a Kerry Condon
  - Candidatura per la migliore colonna sonora a Carter Burwell
  - Candidatura per la miglior sceneggiatura originale a Martin McDonagh
  - Candidatura per il miglior montaggio a Mikkel E. G. Nielsen
- 2023 - Golden Globe[18][19]
  - Miglior film commedia o musicale
  - Miglior attore in un film commedia o musicale a Colin Farrell
  - Migliore sceneggiatura a Martin McDonagh
  - Candidatura per la migliore attrice non protagonista a Kerry Condon
  - Candidatura per il miglior attore non protagonista a Brendan Gleeson
  - Candidatura per il miglior attore non protagonista a Barry Keoghan
  - Candidatura per il miglior regista a Martin McDonagh
  - Candidatura per la migliore colonna sonora originale a Carter Burwell
- 2022 - American Film Institute[20]
  - Premio speciale
- 2022 - Gotham Independent Film Awards[21]
  - Candidatura per il miglior film internazionale
- 2022 - Hollywood Music in Media Awards
  - Candidatura per la miglior colonna sonora in un film a Carter Burwell
- 2022 - La Roche-sur-Yon International Film Festival
  - Gran Premio della Giuria - Competizione internazionale
- 2022 - Los Angeles Film Critics Association[22]
  - Seconda miglior sceneggiatura a Martin McDonagh
- 2022 - Mill Valley Film Festival
  - Premio del pubblico a Martin McDonagh
- 2022 - Mostra internazionale d'arte cinematografica[23]
  - Coppa Volpi per la migliore interpretazione maschile a Colin Farrell
  - Premio Osella per la migliore sceneggiatura a Martin McDonagh
  - In concorso per il Leone d'oro al miglior film
- 2022 - National Board of Review[24]
  - Miglior attore a Colin Farrell
  - Miglior attore non protagonista a Brendan Gleeson
  - Miglior sceneggiatura originale a Martin McDonagh
  - Miglior dieci film dell'anno
- 2022 - New York Film Critics Circle Awards[25]
  - Miglior attore a Colin Farrell
  - Miglior sceneggiatura a Martin McDonagh
- 2022 - San Diego International Film Festival
  - Miglior film
  - Film preferito dal pubblico
- 2022 - Sunset Film Circle Awards
  - Candidatura per il miglior attore a Colin Farrell
  - Candidatura per il miglior attore non protagonista a Brendan Gleeson
- 2023 - British Academy Film Awards[26][27]
  - Miglior film britannico
  - Migliore attrice non protagonista a Kerry Condon
  - Miglior attore non protagonista a Barry Keoghan
  - Migliore sceneggiatura originale a Martin McDonagh
  - Candidatura per il miglior film
  - Candidatura per il miglior regista a Martin McDonagh
  - Candidatura per il miglior attore a Colin Farrell
  - Candidatura per il miglior attore non protagonista a Brendan Gleeson
  - Candidatura per la migliore colonna sonora a Carter Burwell
  - Candidatura per il miglior montaggio a Mikkel E. G. Nielsen
- 2023 - Critics' Choice Awards[28]
  - Candidatura per il miglior film
  - Candidatura per il miglior attore a Colin Farrell
  - Candidatura per il miglior attore non protagonista a Brendan Gleeson
  - Candidatura per il miglior attore non protagonista a Barry Keoghan
  - Candidatura per la miglior attrice non protagonista a Kerry Condon
  - Candidatura per il miglior cast corale
  - Candidatura per il miglior regista a Martin McDonagh
  - Candidatura per la miglior sceneggiatura originale a Martin McDonagh
  - Candidatura per il miglior film commedia
- 2023 - Directors Guild of America Award[29]
  - Candidatura per la miglior regia a Martin McDonagh
- 2023 - London Critics Circle Film Awards[30]
  - Miglior film britannico dell'anno
  - Miglior sceneggiatore dell'anno a Martin McDonagh
  - Miglior attore dell'anno a Colin Farrell
  - Miglior attrice non protagonista dell'anno a Kerry Condon
  - Miglior attore non protagonista dell'anno a Barry Keoghan
- 2023 - National Society of Film Critics[31]
  - Miglior attore a Colin Farrell
  - Miglior attrice non protagonista a Kerry Condon
  - Candidatura per la miglior sceneggiatura a Martin McDonagh
  - Candidatura per il miglior attore non protagonista a Barry Keoghan
- 2023 - Palm Springs International Film Festival
  - Miglior attore a Colin Farrell
- 2023 - Producers Guild of America Awards[32]
  - Candidatura per la miglior produzione di un film
- 2023 - Santa Barbara International Film Festival
  - Virtuoso Award a Kerry Condon
- 2023 - Satellite Award[33]
  - Auteur Award a Martin McDonagh
  - Candidatura per il miglior film commedia o musicale
  - Candidatura per il miglior attore in un film commedia o musicale a Colin Farrell
  - Candidatura per la migliore attrice non protagonista a Kerry Condon
  - Candidatura per il miglior attore non protagonista a Brendan Gleeson
  - Candidatura per il miglior regista a Martin McDonagh
  - Candidatura per la migliore sceneggiatura originale a Martin McDonagh
  - Candidatura per la miglior colonna sonora originale a Carter Burwell
  - Candidatura per la migliore fotografia a Ben Davis
- 2023 - Screen Actors Guild Award[29]
  - Candidatura per il miglior cast
  - Candidatura per il miglior attore a Colin Farrell
  - Candidatura per la migliore attrice non protagonista a Kerry Condon
  - Candidatura per il miglior attore non protagonista a Brendan Gleeson
  - Candidatura per il miglior attore non protagonista a Barry Keoghan